# Я только хочу, чтобы вы меня любили
«Я только хочу, чтобы вы меня любили» (нем. Ich will doch nur, daß ihr mich liebt) — телефильм режиссёра Райнера Вернера Фасбиндера, снятый в 1975—1976 годах.

## Сюжет
Петер Треппер (Витус Цеплихаль) — молодой человек, осужденный на десять лет за убийство. Тюремный психолог (Эрика Рунге) проводит с ним интервью, целью которого является попытка выяснить, что сподвигло Петера к совершению столь импульсивного преступления.
В ходе интервью выясняется, что детство Петера было крайне одиноким. Его родители, владельцы гостиницы (Александр Аллерсон и Эрни Мангольд), были чрезмерно требовательными, и он никогда не мог заслужить их похвалу. Это мотивировало Петера на ранний брак с его девушкой Эрикой (Элька Аберле) и переезд в Мюнхен, где положение, в котором он оказался в родительском доме продолжилась: Петер тратил огромные усилия на то, чтобы заслужить похвалу, особенно это касалось его новой жены. Он отрабатывал длинные смены на работе, а после беззаботно тратил все заработанные деньги — таким образом у них с женой скопились долги, которые стали серьезный стрессогенным фактором для самого Петера и привели к тому, что он потерял работу. После увольнения в порыве эмоций Петер избивает и душит бармена (Янош Гёнчёль), который напомнил ему его отца.

## В ролях
- Витус Цеплихаль[нем.] — Петер Треппер
- Эльке Аберле — Эрика
- Александр Аллерсон — отец Петера
- Эрни Мангольд — мать Петера
- Йоханна Хофер — бабушка Эрики
- Катарина Бакхаммер — Улла
- Вольфганг Хесс — прораб
- Армин Майер — менеджер
- Эрика Рунге — психолог
- Ульрих Радке — отец Эрики
- Анна-Мария Вендль — мать Эрики
- Янош Гёнчёль — бармен
- Эдит Фолькман — жена бармена
- Роберт Нагель — управдом
- Аксель Ганц — Ашер
- Инге Шульц — фрау Эммерих
- Хельга Бендер — продавщица
- Ади Грубер — сотрудник почты
- Хайде Аккерман — продавщица вязательной машинки
- Соня Нойдорфер — ювелир
- Лило Пемпайт — пожилая женщина на почте

## Производство
Фильм был снят за 25 дней в период с ноября по декабрь 1975 года и показан телеканалом ARD 23 марта 1976 года. Лента делалась по заказу WDR и была спродюсирована Bavaria Atelier GmbH, предшественником Bavaria Film. Бюджет фильма составил 800 000 немецких марок
В основу фильма легла книга «Пожизненно» Клауса Антеса и Кристины Эрхардт, опубликованной в 1972 году.
Формат фильма — цветной, 16-мм.

## Восприятие
Стивен Холден в своей рецензии для The New York Times отмечал: «Подробному описанию финансового положения пары, живущей не по средствам, в фильме уделено столько времени, что его с таким же успехом можно было бы назвать „Трагедия в рассрочку“ или „Безумие повременной оплаты“. В то же время эта история - типичная прямолинейная и горькая притча Фасбиндера о неудачнике, размолотом безжалостной социальной машиной». По мнению Дэйвa Керa, это интересный фильм, хотя и несколько нравоучительный. «Коммерсантъ» в отзыве 2014 года писал: «Тем, кто любит Райнера Вернера Фасбиндера, вряд ли стоит смотреть этот фильм, изначально предназначавшийся для телевидения. „Проклятый поэт“ совершает психоаналитический стриптиз с искренностью и трогательной, и возмутительной».